# Nick Aldis
Nicholas Aldis (Docking, Norfolk, Inglaterra, 6 de noviembre de 1986) es un luchador profesional británico. Actualmente trabaja para la empresa estadounidense WWE, donde se desempeña como gerente general de la marca SmackDown, y productor (agente). Es conocido por su tiempo trabajando para la compañía Total Nonstop Action Wrestling (TNA, renombrada como Impact Wrestling en 2017), donde se presentó con el nombre de Magnus, y también luchó para National Wrestling Alliance (NWA), de 2017 a 2022. 
Magnus ha sido cuatro veces Campeón Mundial tras obtener el Campeonato Mundial Peso Pesado de la TNA y el Campeonato Mundial Peso Pesado de la NWA en dos ocasiones y el Campeonato Global de la GFW siendo el primer campeón y el único en tener estos tres , También dos veces Campeón Mundial en Parejas de la TNA, una vez Campeón en Parejas de la IWGP, una vez Campeón en Parejas de la GHC y ganador del Feast or Fired 2015, del Xplosion Championship Challenge 2011 y del Wild Card Tournament 2011 con Samoa Joe.
Apartado de la lucha libre, participó en el programa de televisión inglés Gladiators, donde fue conocido como Oblivion. También fue copresentador de la emisión Britain's Strongest Man en Challenge TV, en el Reino Unido.

## Carrera

### Inicios (2003-2008)
Después de volverse proficiente en natación y tenis, Aldis comenzó fisicoculturismo, que finalmente lo condujo a su entrenamiento para ser un luchador profesional. Aldis empezó a entrenar para ser luchador profesional a los 16 años y debutó como luchador a los 18 años, en un evento en el que también participó Jake "The Snake" Roberts. Luego de debutar Aldis luchó contra algunos de los luchadores más famosos de Inglaterra, Charlie Rage, Phil Powers, Ricky Knight y los UK Pitbulls.

### Total Nonstop Action Wrestling (2008–2015)

#### 2008–2009
En noviembre de 2008, Aldis firmó un contrato con Total Nonstop Action Wrestling. El 11 de diciembre de 2008, en Impact!, TNA empezó a hacer promos de Aldis con el nombre de Brutus Magnus, un gladiador moderno.
El 5 de febrero de 2009, en Impact!, Magnus debutó como un heel al derrotar a Shark Boy. Después de la lucha, lanzó un reto abierto para el que quisiera luchar contra el. Aldis derrotó a Chris Sabin en Against All Odds y a Eric Young en Destination X.

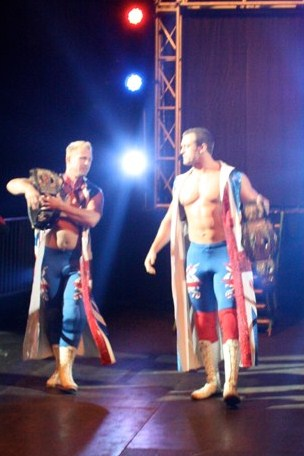
The British Invasion como Campeones Mundiales en Parejas de la TNA.

El 30 de abril de 2009, Magnus se unió al grupo llamado The British Invasion, con los luchadores ingleses Doug Williams y Rob Terry. Magnus & Williams lograron derrotar a Homicide en un torneo para nombrar a los retadores por el Campeonato Mundial en Parejas de la TNA de Team 3D, haciéndose con los maletines de Homicide y Hernández, a quien habían noqueado antes de la lucha, los cuales contenían oportunidades por el Campeonato de la División X de la TNA y el Campeonato Mundial Peso Pesado de la TNA. Dos semanas después, derrotaron a Amazing Red & Suicide, pero en Sacrifce perdieron en la final frente a Beer Money, Inc.. Sin embargo, The Invasion se unió a Eric Young, Sheik Abdul Bashir y Kiyoshi, para formar "The World Elite" y el 30 de julio derrotaron a Team 3D en un Tables match ganando los Campeonatos en Pareja de la IWGP. Pero la New Japan Pro Wrestling, dueña de los campeonatos, no reconoció el cambio de campeones al no darse en la NJPW, pero lo reconoció el 10 de agosto de 2009. Luego empezaron un feudo con Beer Money, Inc., reteniendo el título en Hard Justice. En No Surrender se enfrentaron contra Team 3D & Beer Money junto a The Main Event Mafia (Booker T & Scott Steiner) en un Lethal Lockdown match, donde perdió su equipo después de que cubrieran a Williams. Finalmente, en Bound for Glory se enfrentaron en un Full Metal Mayhem Tag Team match contra The Main Event Mafia, Team 3D y Beer Money, Inc., poniendo en juego el Campeonato en Parejas de la IWGP y el Campeonato Mundial en Parejas de la TNA de Booker T & Steiner. Durante la lucha, The British Invasion perdió el Campeonato en Parejas de la IWGP a favor de Team 3D, pero ganaron el Campeonato Mundial en Parejas de la TNA. Tras esto, empezaron un feudo con The Motor City Machine Guns (Alex Shelley & Chris Sabin), reteniendo el campeonato en Tunring Point ante Beer Money y The Motor City Machine Guns y en Final Resolution, volvieron a retener los títulos ante Shelley & Sabin.

#### 2010–2011
Sin embargo, Williams & Magnus perdieron el campeonato ante Matt Morgan & Hernández en Genesis. Tras esto, culpó de sus derrotas a su compañero, el Campeón Global de la TNA Rob Terry, exigiendo su campeonato, a lo que Terry se negó, empezando ambos un feudo que culminó en Destination X, derrotando Terry a Magnus. En ese mismo evento, cambió su nombre a Magnus.

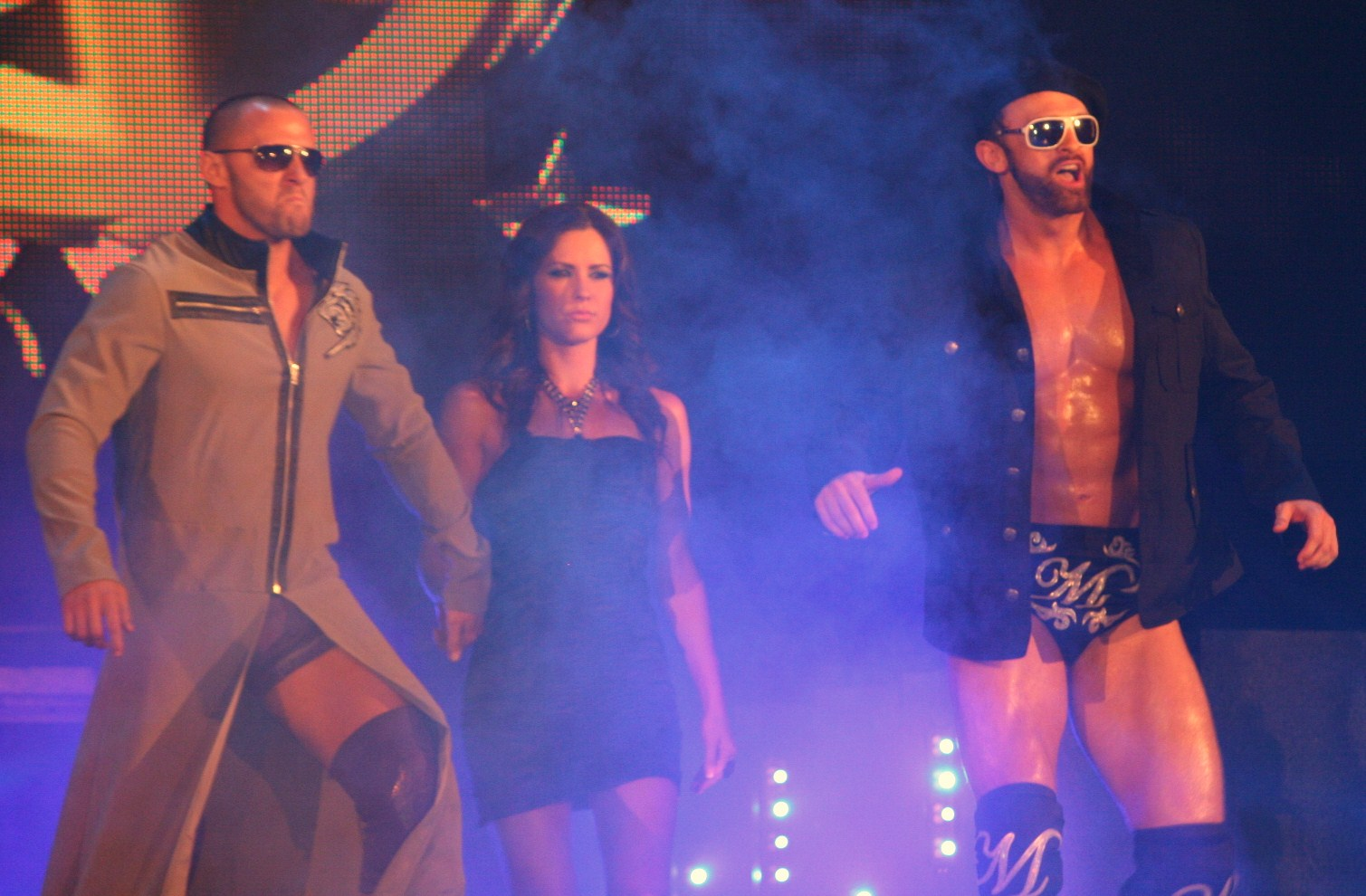
Magnus (derecha) con Desmond Wolfe y su valet Chelsea en julio de 2010.

Después de estar inactivo durante tres meses, Magnus regresó el 14 de junio en las grabaciones de Xplosion, derrotando a Suicide. Después de su victoria, retó a Terry a una lucha por el Campeonato Global, reiniciando su feudo. Sin embargo, fue derrotado por Terry. Tras esto, Magnus continuó luchando en Xplosion, cambiando su gimmick a uno de ligón y haciendo pareja con Desmond Wolfe, conociéndose como London Brawling, derrotando en su debut como pareja a Amazing Red & Suicide el 29 de julio. Luego, pasaron a formar parte de un torneo para definir a los nuevos retadores por el Campeonato Mundial en Parejas de la TNA, derrotando el 5 de agosto en su primera ronda a Hernández & Rob Terry y el 12 a Inc Ink (Jesse Neal & Shannon Moore), ganando el torneo. Sin embargo, no pudieron usar su oportunidad, ya que Wolfe tuvo una enfermedad antes del evento. A causa de esa enfermedad, el equipo se disolvió. Magnus se mantuvo luchando en Xplosion hasta el 30 de diciembre, donde se enfrentó a A.J. Styles & Rob Terry junto a su antiguo compañero de British Invasion Douglas Williams, cambiando a face y perdiendo la lucha. Sin embargo, cambió a heel de nuevo cuando reformó the British Invasion junto a Williams al atacar a Eric Young & Orlando Jordan. En su primera lucha juntos, fueron derrotados por Ink Inc. (Jesse Neal & Shannon Moore) el 12 de abril en Xplosion. En Lockdown, participaron en una Steel Cage match contra Ink Inc. Young & Jordan y Scott Steiner & Crimson para obtener una oportunidad por el Campeonato Mundial en Parejas de TNA, pero fueron derrotados por Ink Inc.
A pesar de no ganar ninguna lucha desde que se reformaron, el 2 de junio Eric Bischoff anunció en Impact Wrestling que the British Invasion lucharían por el Campeonato Mundial en Parejas en Slammiversary IX. En el evento, fueron derrotados por James Storm & Alex Shelley, quien sustituía al compañero de Storm, Bobby Roode. El 30 de junio, ambos cambiaron a face cuando se enfrentaron al stable heel Mexican America, retándoles a una lucha para obtener una oportunidad al título. Tras esto, fueron atacados por Mexican America hasta que Rob Terry les salvó, uniéndose al equipo. Entre tanto, participó en el Xplosion Challenge Tournament en el programa Xplosion. En la primera ronda derrotó a Orlando Jordan, en la segunda a Shannon Moore. Debido a que nadie se clasificó para la semifinal, pasó directamente a la final del torneo, el cual ganó al derrotar a Alex Shelley, obteniendo con esto una oportunidad por cualquier campeonato de la TNA.

#### 2012
El 5 de enero de 2012 en Impact Wrestling, Magnus & Samoa Joe derrotaron a A.J. Styles & Kazarian, ganando un torneo de cuatro semanas para determinar a los retadores al Campeonato Mundial en Parejas de la TNA. Sin embargo, en Genesis, él y Joe fueron derrotados por Crimson & Matt Morgan en un combate por el Campeonato Mundial en Parejas de la TNA.
A pesar de su derrota, continuaron haciendo equipo, atacando a los campeones las dos ediciones siguientes de Impact Wrestling. El 2 de febrero, consiguieron otra oportunidad por los títulos al derrotarles. En Against All Odds, Joe & Magnus derrotaron a Crimson & Morgan, consiguiendo el Campeonato Mundial en Parejas de la TNA. El 23 de febrero en Impact Wrestling, Joe & Magnus derrotaron nuevamente a Crimson & Morgan en la revancha. En Victory Road nuevamente derrotaron a Crimson & Morgan reteniendo los Campeonatos. El 22 de marzo en Impact Wrestling, defendieron de nuevo sus títulos ante Mexican America (Anarquía & Hernández). En Lockdown, tuvieron otra defensa exitosa ante The Motor City Machine Guns en un Steel Cage Match. Durante el primer Open Fight Nigh el 26 de abril, Magnus & Joe retuvieron los Títulos frente a Jeff Hardy & Mr. Anderson, pero tras el combate fueron atacados por Christopher Daniels & Kazarian, quienes pidieron una oportunidad a los Títulos. Finalmente, perdieron los títulos en Sacrifice ante Christopher Daniels & Kazarian.
El 14 de junio en Impact Wrestling, fue introducido como parte del Bound for Glory Series, participando en la Battle Royal por 20 puntos, pero fue eliminado por Joe. En Hardcore Justice participó en un Falls Count Anywhere Match por 20 puntos del BFG Series contra Rob Van Dam y Mr. Anderson, pero no logró ganar siendo RVD el ganador. Sin embargo, no pudo pasar a las semifinales cuando, el 16 de agosto, perdió su último combate ante su antiguo compañero, Samoa Joe. Tras esto, comenzó un feudo con Rob Van Dam al llamarle viejo, siendo derrotado por RVD en No Surrender. Después en Bound for Glory tuvo una oportunidad por el Campeonato Televisivo de la TNA de Samoa Joe, pero fue derrotado. El 1 de noviembre en Impact Wrestling, retó a Joe a una revancha como parte del Open Fight Night, pero perdió por descalificación, después de atacar a Joe con una llave inglesa. En Turning Point obtuvo una nueva lucha por el Campeonato de la Televisión en un No DQ Match contra Samoa Joe, pero fue derrotado. El 15 de noviembre en Impact Wrestling tenía pactada otra lucha por el título contra Joe, pero fue atacado con un martillo por Aces & Eights, quienes le causaron una lesión que le dejó inactivo (Kayfabe).

#### 2013

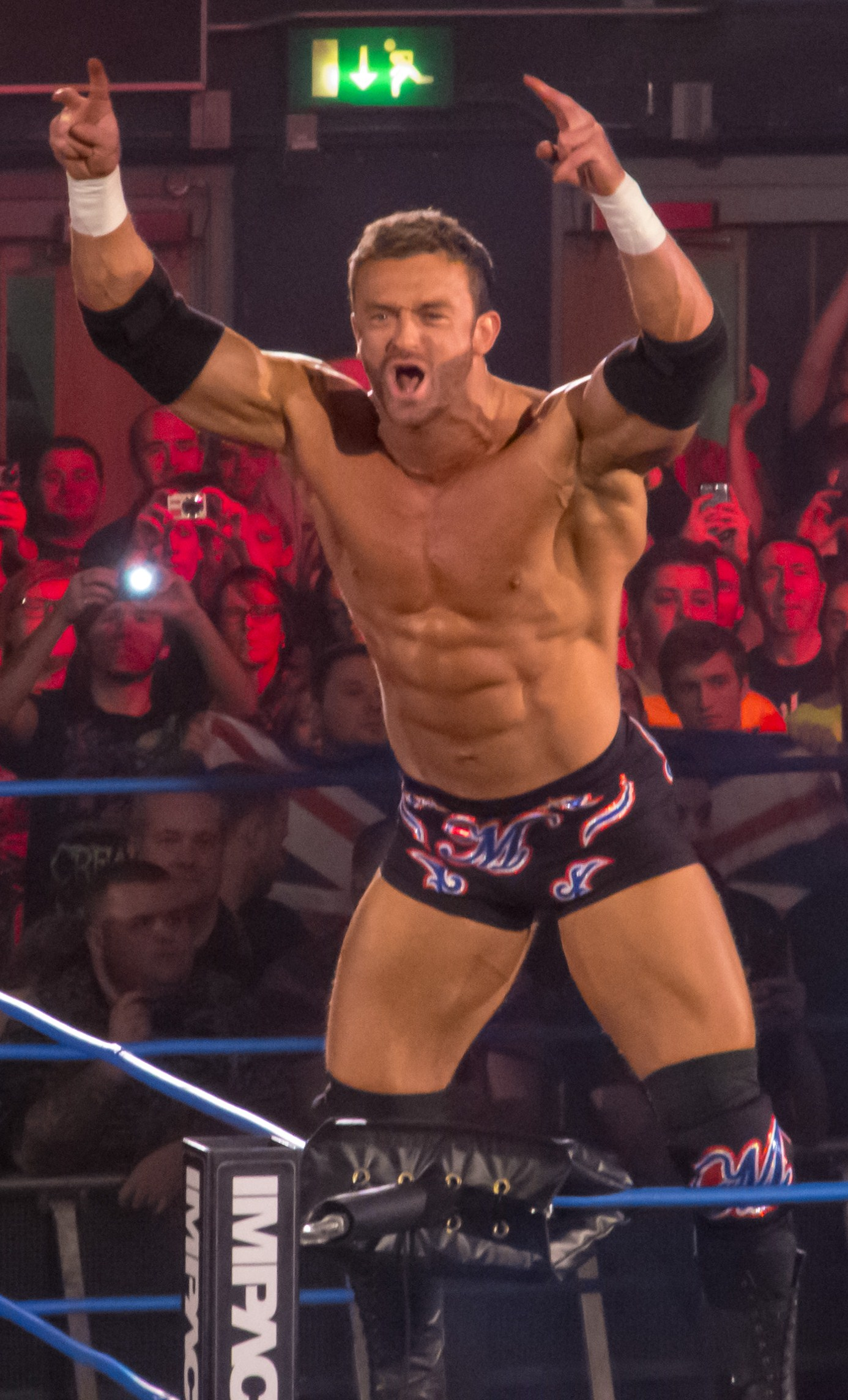
Magnus posando en el esquinero en enero de 2013.

En las grabacaciones del 31 de enero en la edición del Open Fight Night en Impact Wrestling realizado en Mánchester, Inglaterra, Magnus regresó después de 2 meses de ausencia confrontando a Bad Influence (Christopher Daniels & Kazarian) que se estaban burlando de la gente inglesa, cambiando Magnus a Face. El mismo día enfrentó a uno de los que lo lesionaron, Devon pero el combate acabó ganándolo por descalificación luego de la aparición de miembros de Ases & Eights, de los cuales Magnus logró defenderse. En Lockdown formó un equipo con Sting, James Storm, Samoa Joe y Eric Young derrotando a Ases & Eights en un Lethal Lockdown Match. En Slammiversary XI hizo equipo con Samoa Joe y Jeff Hardy derrotaron a Aces & Eights (Mr. Anderson, Garett Bischoff y Wes Brisco). Tras esto, el 13 de junio derrotó a Kenny King, Matt Morgan y Rob Terry, obteniendo un puesto en las Bound for Glory Series, donde ganó sus primeros combates y lideró la competición. Mientras, se unió a The Main Event Mafia junto a Sting, Samoa Joe, Kurt Angle y Rampage Jackson para enfrentarse a Aces & Eights. Logró clasificarse para las finales del torneo y el 12 de septiembre en No Surrender, derrotó a Bobby Roode en la semifinal. Sin embargo, fue derrotado en la final por AJ Styles. Durante el combate, el stable EGO interfirió atacando a ambos luchadores. Durante las siguientes semanas, siguió siendo atacado por EGO, hasta que el 3 de octubre, se enfrentó a los tres miembros en un Gauntalet match. A pesar de derrotar a Christopher Daniels y Kazarian, fue derrotado por Bobby Roode. Tras el combate Sting fue al ring y Magnus dijo que él tuvo una oportunidad de destacar, que cuando se enfrentó a Ric Flair en Clash of Champions, Flair le puso en el mapa, pero a él nadie le había puesto en el mapa, a lo que Sting le dijo que se enfrentarían en Bound for Glory para que tuviera esa oportunidad. En el evento, Magnus logró derrotar a Sting por sumisión. Sin embargo, tras el combate no le dio la mano, teniendo actitudes de heel.
Tras esto, fue incluido en un torneo para coronar a un nuevo Campeón Mundial Peso pesado tras ganar un Gauntalet Match, eliminando a Sting en último lugar. En el torneo, derrotó a Samoa Joe en los cuartos de final, a Kurt Angle en la semifinal y a Jeff Hardy en la final, ganando por primera vez en su carrera el Campeonato Mundial Peso Pesado de la TNA; previo al combate, Magnus acusó a Jeff de venderse a Dixie Carter para obtener el título, sin embargo durante el combate Rockstar Spud atacó a Hardy permitiéndole a Magnus ganar estableciéndose finalmente como heel.
El 21 de noviembre de 2013 episodio de Impact Wrestling, Magnus se entró en un torneo para coronar a un nuevo Campeón Mundial Peso Pesado de TNA después de que se dejó vacante el título. Derrotó a Samoa Joe en un Falls Count Dondequiera partido en Turning Point y Kurt Angle en Impact Wrestling para avanzar a la final. Él derrotó a Jeff Hardy en un partido Dixieland para convertirse en el nuevo Campeón Mundial Peso Pesado de TNA el 3 de diciembre; el partido salió al aire el 19 de diciembre, de Impact Wrestling: Resolución Final En el proceso se volvió el talón, se unió a equipo Dixie, aliándose con Dixie Carter, Rockstar Spud, y Ethan Carter III.

#### 2014
Estilos devueltos en la edición del 2 de enero de 2014 de Impact Wrestling sigue afirmando ser el campeón legítimo ya que nunca fue derrotado por el título. Luego perdió ante Magnus debido al Presidente de TNA Dixie Carter dirigir una fuerte cantidad de interferencia contra Estilos, haciendo Magnus campeón indiscutible. Samoa Joe y luego se acercó a desafiar Magnus, calificándolo de un "campeón de papel". El 9 de enero de 2014 episodio de Impact Wrestling, Magnus derrotado AJ Estilos en un ningún título descalificación pelea de unificación, tras Estilos habían regresado a TNA con su propio Campeonato Mundial Peso Pesado de TNA; Estilos dejaron TNA después del partido. La próxima semana, Magnus Sting derrotó en un combate sin título inhabilitación para poner fin a la carrera de TNA Sting.
En la edición del 30 de enero de Impact Wrestling, Samoa Joe y Kurt Angle derrotó a Magnus y Ethan Carter III en una lucha en parejas estipulado. En el partido, Joe vio obligado Magnus a rendirse y como resultado de la estipulación de poner en su lugar, él recibiría una oportunidad por el título mundial. El 2 de marzo, Magnus defendió con éxito el Campeonato Mundial Peso Pesado de TNA en Tokio, Japón, derrotando a Kai en Kaisen de Wrestle-1:. Evento Outbreak [82] En Lockdown (2014) Magnus defendió su Campeonato Mundial Peso Pesado de TNA contra Samoa Joe. El 3 de abril, Magnus defendió con éxito su Campeonato Mundial Peso Pesado de TNA contra Samoa Joe, Eric Young y Abyss. El 8 de abril, parte de TNA Impact365, Director de Operaciones de Lucha MVP anunció un partido de guante 10 hombres que tuvo lugar el 10 de abril episodio de Impact Wrestling donde el ganador recibe un futuro oportunidad por el título Mundial de Peso Pesado de TNA en Sacrifice (2014). El partido más tarde sería ganada por Eric Young quien solicitó a tener su oportunidad por la misma noche en que se fue a derrotar al campeón de Magnus. Magnus invocará su cláusula de revancha en el Sacrificio, y luchar joven por el título.
Poco después de su derrota ante Eric Young, Magnus comenzó una racha de derrotas, después de perder en lugar de un número uno del contendiente para el campeonato Magnus se reunió en un segmento de backstage con su amigo de la infancia y su compatriota británico Bram, que comenzó a castigarlo, alegando que había vuelto blando. Durante las próximas semanas, Magnus comenzó a mostrar signos de una vuelta la cara cuando Bram lanzaría armas en el ring y lo alentamos a dejar salir un lado más intenso pero Magnus se negaría. Más signos comenzaron a mostrar desde Magnus cuando primero atacó Bram en un segmento de backstage, y luego, cuando Magnus salvó Extreme Tiger de un asalto de Bram la semana siguiente. En la edición del 5 de junio de Impact Wrestling, parecía como si Magnus finalizaría su cara vuelta y salvar a Willow de Bram, sino que, de hecho, siendo el talón y atacar a Willow a sí mismo con una palanca de acero. Desde el desarrollo de un personaje más violento, Magnus y Bram comenzó una rivalidad con Willow y el Abismo de regresar. Magnus derrotó Willow el 15 de junio de 2014, en Slammiversary XII. el 26 de junio de 2014, episodio de Impact Wrestling Magnus y Bram derrotó a Willow y Abyss en el partido de la bola una etiqueta de equipo de Monster. El 20 de agosto de 2014, en Hardcore Justice, Magnus era un participante en unos seis caras de acero partido para determinar el contendiente número 1 por el Campeonato Mundial Peso Pesado de TNA, el partido fue finalmente ganada por Eric Young y Bobby Roode.

#### 2015
El 23 de enero de 2015, episodio de Impact Wrestling, Magnus compitió en la Fiesta o Fired partido agarrando el caso final que contenía una TNA World Tag Team Championship oportunidad de título, en el que Bram afirmó haber sido el de obtener para sí mismo, sino la oportunidad fue robado de Magnus. El 30 de enero, episodio de Impact Wrestling, Magnus intentó reconciliarse con Bram en un bar, pero después de salir del bar que estaba entonces brutalmente atacado por Bram, este acto pone boca Magnus, una vez más. La siguiente semana Mickie James, (novio en la vida real de Magnus) regresó a TNA para enfrentar Bram que amenazó Mickie a cambio. La semana después, Magnus volvió y atacó a Bram, en represalia por amenazar Mickie. Esto llevaría a un partido entre los dos que Magnus ganó por descalificación después de que Magnus estaba atado a las cuerdas, después de lo cual Mickie corrió hasta el anillo y se agarró de Bram que obligó a Magnus para besar la bota, a la que obligado. Magnus obtendría la redención y atacar Bram backstage. Esto llevaría a una Ningún resultado la descalificación entre los dos que Magnus ganó para poner fin a la disputa.
Magnus entraría en una historia con James Storm que intervino en su último partido con Bram guardando Mickie James de ser atacado. En la edición del 24 de abril de Impact Wrestling Magnus y Mickie James ambos llegaron al ring para anunciar el retiro de Mickie de la lucha libre profesional para centrarse en criar a su hijo, pero fueron interrumpidos por la tormenta que logró convencerla de no hacerlo. Magnus fue más tarde se acercó a los camerinos por Davey Richards (que había peleado previamente con la tormenta) que advirtió Magnus no confiar en la tormenta, después de lo cual Magnus pidió a un miembro de la tripulación de la cámara para seguir Mickie en torno a mantener un ojo en ella. Después de consultar el material de archivo de la tripulación se reunieron, Magnus enfrentó la tormenta y le advirtió a permanecer fuera de la suya y Mickie del negocio. La semana siguiente los dos tendrían otra confrontación, donde la tormenta empujaría Magnus demasiado y le provocaron a atacar la tormenta con una guitarra encender oficialmente su pelea. A la semana siguiente Magnus llamó Tormenta para una pelea a su lugar se encontró con su ex rival y compañero de equipo de Revolución Tormenta Abyss y, finalmente, el resto de los miembros de la revolución de Manik y khoya. en Slammiversary XIII, Magnus se enfrentó a James Storm en causa perdida. El 29 de julio episodio de Impact Wrestling, Magnus y Mickie James derrotó a James Storm y Serena en una lucha en parejas mixtas.

### Pro Wrestling Noah (2012)
El 22 de julio de 2012, Magnus hizo su debut en la empresa japonesa Pro Wrestling Noah junto a Samoa Joe, donde derrotaron a Akitoshi Saito & Jun Akiyama para ganar el Campeonato en Parejas de la GHC. Sin embargo, lo perdieron el 8 de octubre en su primera defensa ante Kenta & Maybach Taniguchi.

### Global Force Wrestling  (2015)
El 29 de junio de 2015, se anunció que Aldis había firmado con la Global Force Wrestling, y competirá con su nombre real. El 23 de octubre a las grabaciones de televisión, Aldis se convirtió en el primer campeón mundial de la GFW.

### Circuito independiente (2017)
El 20 de mayo de 2017, Aldis hizo su primera aparición post-GFW para WFW perdiendo contra Tommy Dreamer. El 11 y 12 de agosto, Aldis luchó para que House of Hardcore perdiera la primera noche de  Jeff Cobb y ganara en la segunda noche derrotando a  Bull James.
El 28 de julio, Aldis apareció en Fight Factory en Gainsborough, Inglaterra, en un partido sin restricciones contra Kip Sabian de la promoción.

### National Wrestling Alliance (2017–2022)

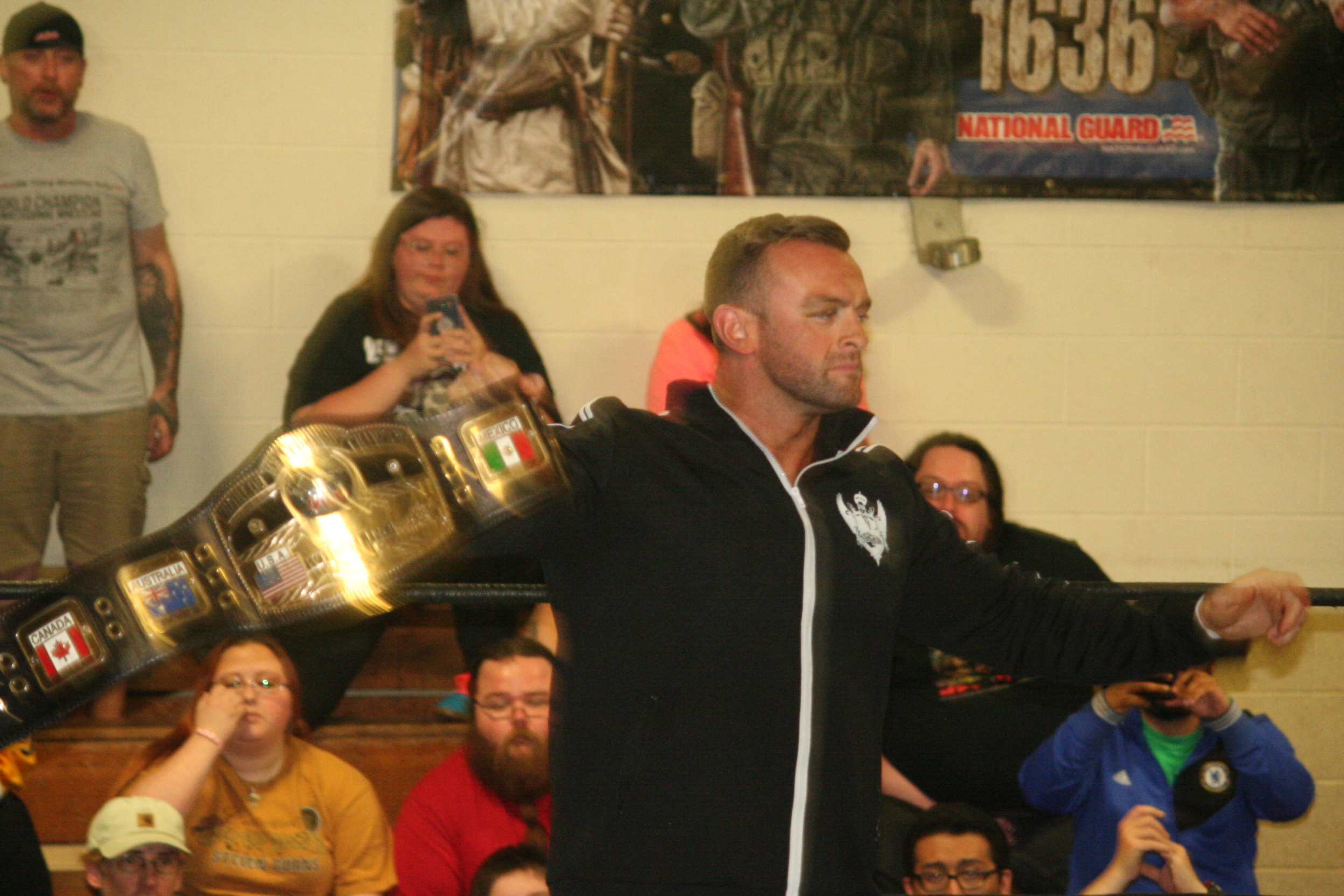
Aldis como el Campeón Mundial Peso Pesado de la NWA en abril de 2018

El 23 de septiembre de 2017, Aldis hizo su debut para Championship Wrestling de Hollywood derrotando a Will Roode. Más tarde, después del partido, Aldis desafió a Tim Storm por el Campeonato Mundial Pesado de la NWA. El partido tuvo lugar el 12 de noviembre y vio a Storm retener el título. Este fue el primer partido por el título bajo el nuevo régimen de la NWA encabezado por Billy Corgan. El 9 de diciembre, Aldis derrotó a Storm en una revancha en Cage of Death 19 para convertirse en el nuevo Campeón Mundial Peso Pesado de la NWA, convirtiéndose en el segundo campeón nacido en Gran Bretaña después de Gary Steele. La misma noche, el luchador retirado Austin Idol Regresó a la lucha libre profesional como mánager de Aldis.
La primera historia importante de Aldis como campeón fue conocida como "La Cruzada de Aldis", una serie de 20 defensas de título en el transcurso de 60 días en la primavera de 2018, que concluye con una defensa del título contra Colt Cabana en Wenzhou, China. Durante la conferencia de prensa de All In , Billy Corgan nombró a Cody como el nuevo retador al título el 1 de septiembre. Para promocionar el partido, Aldis luchó dos partidos en Ring of Honor, el 24 de mayo de 2018, él y Mark Haskins fueron derrotados por The Young. Con Bucks y en ROH Honor For All , Aldis retendría con éxito el Campeonato Mundial NWA contra Flip Gordon. En el evento del 1 de septiembre de 2018, Aldis perdió el título de Cody en All In. El 21 de octubre de 2018, en el séptimo aniversario de la NWA , Nick Aldis venció a Cody para recuperar el título mundial de peso pesado de la NWA. El 24 de noviembre de 2018, Aldis defendió con éxito el Campeonato Mundial Pesado de la NWA contra Jake Hager en WrestleCade: SuperShow.
En NWA: Back For The Attack, derrotó a Aaron Stevens y retuvo el Campeonato Mundial Peso Pesado de la NWA.

### WWE (2023-presente)
El 13 de octubre de 2023, Nick Aldis fue introducido como gerente general de SmackDown por Triple H, aunque durante su presentación como nuevo gerente, fue interrumpido por Dominik Mysterio, pero fue aquietado por Kevin Owens, con una Stunner.

## Filmografía

### Cine
- Snow White and the Seven Dwarves (2008) como "Igor"[49]

### Televisión
- Gladiators (2008–2009)[5]
- Are You Smarter Than A 10 Year Old? (2009)[5]

## Campeonatos y logros
- Global Force Wrestling/GFW
  - GFW Global Championship (1 vez, inaugural)
- National Wrestling Alliance/NWA
  - NWA World Heavyweight Championship (2 veces)
- New Japan Pro Wrestling/NJPW
  - IWGP Tag Team Championship (1 vez) - con Doug Williams
- Pro Wrestling NOAH/NOAH
  - GHC Tag Team Championship (1 vez) – con Samoa Joe
- Total Nonstop Action Wrestling/TNA
  - TNA World Heavyweight Championship (1 vez)
  - TNA World Tag Team Championship (2 veces) - con Doug Williams (1) y Samoa Joe (1)
  - Feast or Fired (2015)
  - TNA World Heavyweight Championship Tournament (2013)
  - TNA World Tag Team Championship #1 Contenders Tournament (2010) – con Desmond Wolfe
  - Wild Card Tournament (2011) – con Samoa Joe
  - Xplosion Championship Challenge (2011)
  - Global Impact Tournament (2015) – con Team International (The Great Sanada, Drew Galloway, The Great Muta, Tigre Uno, Bram, Rockstar Spud, Khoya, Sonjay Dutt, y Angelina Love)
- Pro Wrestling Illustrated
  - PWI Luchador que más ha mejorado (2013)
  - Situado en el N.º 173 en los PWI 500 de 2009[50]
  - Situado en el N.º 107 en los PWI 500 de 2010[51]
  - Situado en el N.º 164 en los PWI 500 de 2011[52]
  - Situado en el N.º 43 en los PWI 500 de 2012
  - Situado en el N.º 43 en los PWI 500 de 2013
  - Situado en el N.º 8 en los PWI 500 de 2014
  - Situado en el Nº15 en los PWI 500 de 2020[53]